# Ruta Provincial 88 (Buenos Aires)
La Ruta Provincial 88 es una carretera argentina pavimentada de 125 km, ubicada en el sudeste de la provincia de Buenos Aires y se extiende desde el empalme con la Ruta Nacional 226 y la Autovía 2 en la ciudad de Mar del Plata hasta la ciudad de Quequén.
Como esta ruta une importantes balnearios de la costa bonaerense, el tráfico tiene grandes variaciones estacionales.

## Historia
El camino de Mar del Plata a Quequén fue construido en 1908 por el Touring Club Argentino financiado con fondos provinciales y de algunos de sus socios.
En el año 1943 la Dirección Provincial de Vialidad enlazó ambas ciudades con una cinta de hormigón de apenas tres metros de ancho. De esta manera, cuando dos vehículos debían cruzarse de frente, uno tenía que salir de la calzada. El incremento del tráfico motivó a que se ensanche dicho pavimento a 6,70 m. Dicha obra se finalizó en 1961.
El Decreto Nacional 1595 del año 1979 prescribió que esta ruta pasara a jurisdicción nacional. De esta manera este camino formó parte de la Ruta Nacional 2. Esta situación perduró hasta el 15 de noviembre de 1990, fecha en que la Dirección Nacional de Vialidad y su par provincial firmaron un convenio por el que la Ruta 2 debía pasar a jurisdicción provincial.

## Localidades
A continuación se enumeran las localidades que atraviesa esta ruta de noreste a sudoeste. Los pueblos de 500 a 5.000 habitantes se encuentran en itálica.
- Partido de General Pueyrredón: Mar del Plata, Batán y cercanías de Estación Chapadmalal,
- Partido de General Alvarado: acceso a Comandante Nicanor Otamendi, acceso a Miramar y acceso a Mechongué,
- Partido de Lobería: no hay poblaciones,
- Partido de Necochea: Quequén.